# Mattiastrum cristatum
Mattiastrum cristatum är en strävbladig växtart. Mattiastrum cristatum ingår i släktet Mattiastrum och familjen strävbladiga växter.

## Underarter
Arten delas in i följande underarter:
- M. c. carduchorum
- M. c. cristatum